# Campsicnemus oregonensis
Campsicnemus oregonensis är en tvåvingeart som beskrevs av Harmston och Miller 1966. Campsicnemus oregonensis ingår i släktet Campsicnemus och familjen styltflugor.
Artens utbredningsområde är Oregon. Inga underarter finns listade i Catalogue of Life.